# Uno dei due
Uno dei due (Une chance sur deux) è un film del 1998 diretto da Patrice Leconte.

## Trama
Alice ha 20 anni e si trova in carcere per un furto, durante la detenzione la madre muore, le ha lasciato un messaggio in una cassetta dove le rivela che il padre, che non ha mai conosciuto, è uno di due uomini che aveva frequentato: Léo e Julien. Alice parte alla ricerca dei due uomini, ruba un'automobile ma nel cofano c'è una grossa cifra di denaro appartenente alla mafia russa. Nel frattempo i due possibili padri sono stati rintracciati e decidono di togliere la ragazza dalla situazione pericolosa nella quale è rimasta coinvolta. Con l'aiuto della polizia, dopo un duro scontro a fuoco, Alice viene salvata. Alice fa il test per il riconoscimento ma una volta ricevuti i risultati strappa il foglio e, essendosi affezionata ad entrambi, decide di non comunicare ai due uomini chi sia il padre.